# Come le onde
Come le onde è un singolo del gruppo musicale italiano The Kolors, pubblicato il 6 luglio 2018 dalla Universal Music Group.

## Descrizione
Prima uscita del trio sotto la Universal Music Group, il brano ha visto la partecipazione vocale del rapper J-Ax, con il quale il frontman Stash aveva precedentemente collaborato alla realizzazione del singolo Assenzio, realizzato anche con Fedez e Levante.

## Video musicale
Il video è stato reso disponibile il 25 luglio 2018 attraverso il canale YouTube del gruppo ed è stato girato presso l'Arco della Pace di Milano. Il video riprende dei giovanissimi che interpretano dei mini The Kolors e J-Ax, tra i quali i componenti della band Little Rock, conosciuta dal pubblico nel programma Italia's Got Talent.

## Tracce
1. Come le onde (feat. J-Ax) – 3:33

## Classifiche
| Classifica (2018) | Posizione massima |
| ----------------- | ----------------- |
| Italia            | 45                |